# Intrusión (geología)

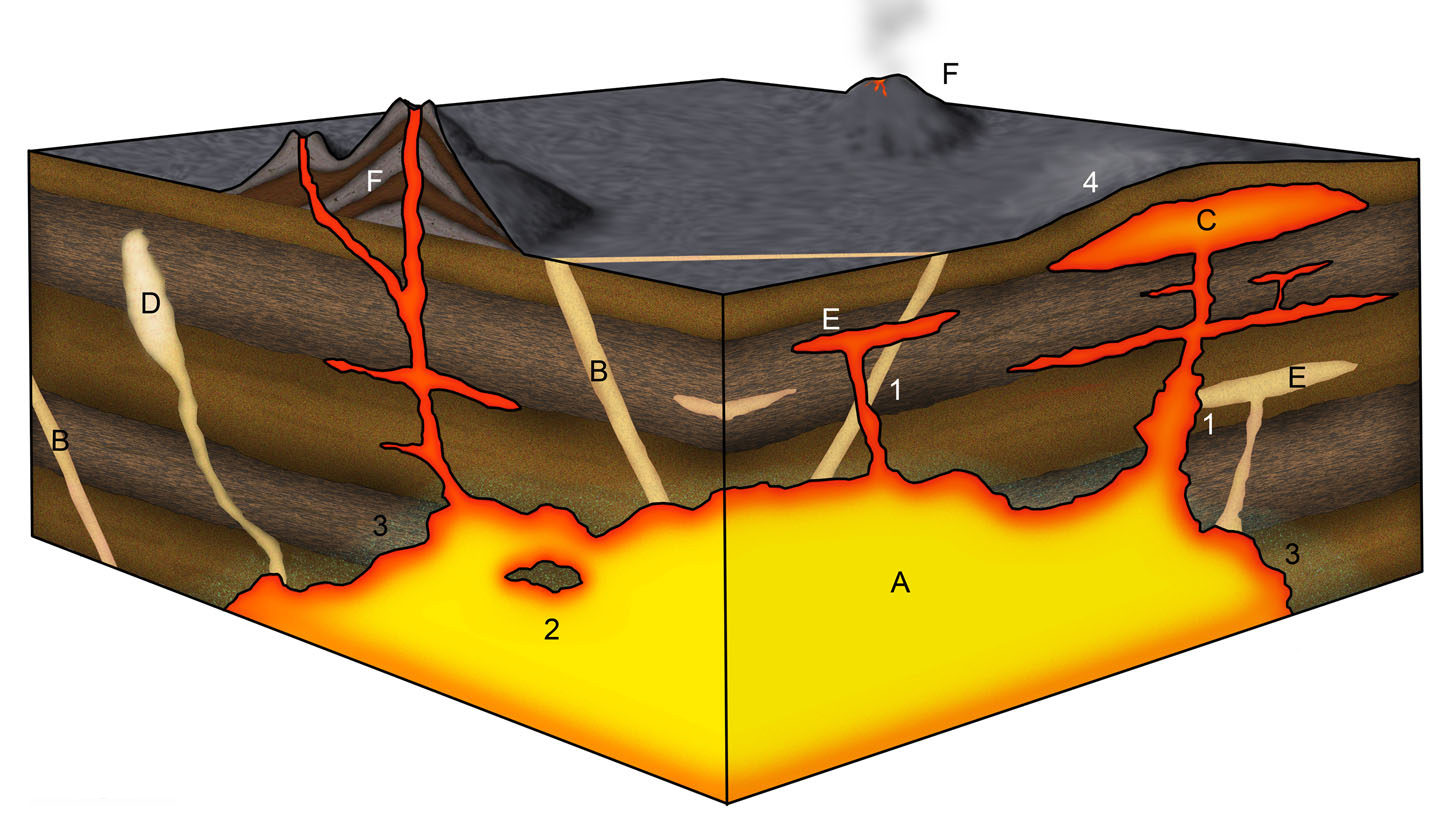
Esquema general mostrando los siguientes tipos de intrusiones:
A: cámara magmática y un posible futuro batolito
B: dique
C: lacolito
E: lámina
F: volcán

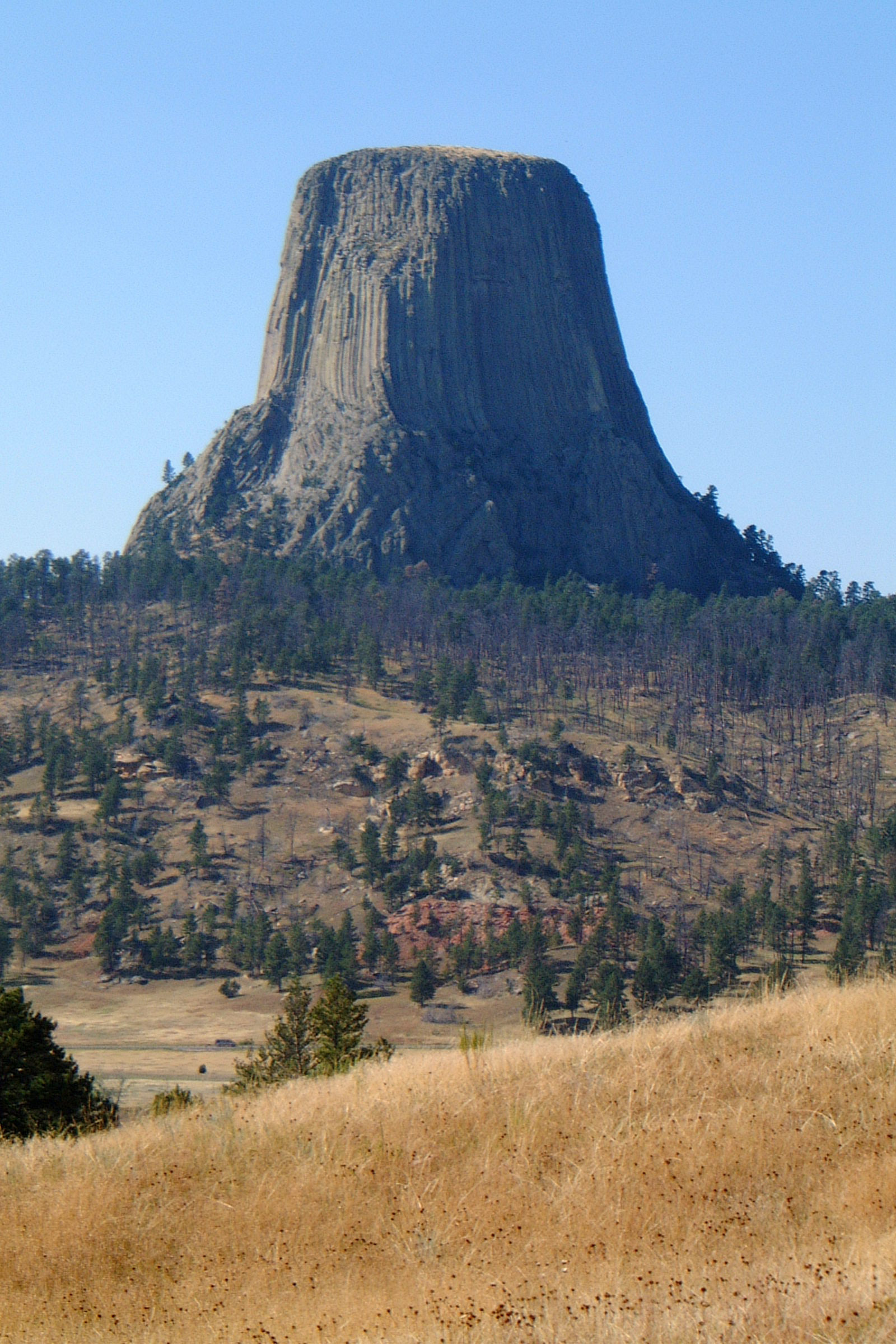
La Torre del Diablo, en Wyoming (Estados Unidos) es una intrusión ígnea de tipo cuello volcánico, expuesta cuando se erosionó la roca menos resistente que la rodeaba.

En geología, una intrusión es un cuerpo de roca ígnea que ha cristalizado a partir de magma fundido bajo la superficie terrestre. Los cuerpos de magma que se solidifican antes de que emerjan a la superficie se llaman plutones, nombrados así por Plutón, el dios romano del inframundo. Las rocas de este tipo son también conocidas como rocas plutónicas o rocas intrusivas, en contraste con las rocas extrusivas. La roca en la que intruyen las masas ígneas se denomina roca encajante.

## Tipos estructurales
Las rocas intrusivas se presentan en un amplio rango de formas, desde batolitos del tamaño de montañas hasta delgados filones rellenando fracturas. Las estructuras intrusivas se clasifican según su relación con la roca encajante: si la intrusión es paralela a la estratificación el cuerpo es concordante, mientras que si la corta la roca es discordante. Entre los tipos estructurales se incluyen:
- batolitos: intrusiones discordantes irregulares de gran tamaño.
- diques: cuerpos tabulares discordantes relativamente angostos, a menudo con trazas verticales.
- sills: cuerpos tabulares concordantes relativamente delgados paralelos a la estratificación.
- cuellos volcánicos: cuerpos verticales con forma de tubo de sección más o menos circular que corresponden a la lava solidificada en el interior de chimeneas volcánicas.
- lacolitos: cuerpos concordantes con la base esencialmente plana y con forma de domo en su techo.
- lopolitos: cuerpos concordantes con un techo relativamente plano y base convexa, como una cuchara.
- facolitos: cuerpos concordantes de base y techo cóncavos, ubicados en la charnela de anticlinales.